# Quercus sideroxyla
Quercus sideroxyla är en bokväxtart som beskrevs av Aimé Bonpland. Quercus sideroxyla ingår i släktet ekar, och familjen bokväxter. Inga underarter finns listade i Catalogue of Life.